# Pura sangre (telenovela venezolana)
Pura sangre es una telenovela venezolana realizada por RCTV en el año 1994. Escrita por Julio César Mármol quien versionó la historia que el mismo escribió en 1978 y que llamó La fiera. Se presenta también su argumento como una adaptación de la novela Los hermanos Karamazov, del célebre escritor ruso Fiódor Dostoyevski. Esta versión está protagonizada por Lilibeth Morillo y Simón Pestana, y con la participación antagónica de Carlos Villamizar, Guillermo Ferrán, Perla Vonasek, Victoria Roberts, Lilian Rentería y Reina Hinojosa.

## Sinopsis
La exuberante belleza de la sabana, que contrasta con la tórrida rivalidad entre familias terratenientes, los Paredes y los Sarmiento, siendo dicha guerra encabezada por los inescrupulosos patriarcas que han arrastrado a sus hijos a una lucha que parece ser sin final llena de bajezas para dañar al enemigo, será el ambiente donde se desarrolla la telenovela.
Abraham Paredes es un hombre déspota, egoísta, descarado y codicioso, un mujeriego empedernido que sólo se ha casado una vez, pero tiene hijos de varias mujeres: Primero, con una muda llamada Belinda de Sousa tuvo un hijo, su primogénito natural Aarón De Sousa, hijo al cual nunca reconoció pero se encargó de su educación. En segundo lugar, tuvo a Anastasio con una mujer trastornada debido a la ira de Abraham, un muchacho enfermo de epilepsia debido a una caída de caballo cuando era pequeño. Y, en último lugar, nacieron Damián, Derián y Eloisa en el matrimonio con la fallecida Eloísa que fueron criados por su aparentemente buena tía Agripina.
Por otro lado, Numa Pompilio Sarmiento, un hombre también ruin y sin escrúpulos, es el cabeza de la otra familia; sus hijos e innumerables sobrinos lo secundan en su lucha contra los Paredes. Mauricio es el hijo mayor, vengativo al igual que Rafael, el sobrino predilecto de Numa Pompilio. Su hijo Abelardo, el menor, recién llegado de la capital, se enamora perdidamente de Eloísa Paredes. Después está Yomira, única hija de Numa Pompilio y la niña de sus ojos, que sufre por el recuerdo de sus antiguos amores con Damián Paredes quien ahora ha regresado de la capital convertido en sacerdote para salvar a su familia, agregando este conflicto a la relación prohibida de ambos debido al odio de sus padres.
Y, en medio de este enfrentamiento de poderes y de intrigas familiares, en un pueblo llamado San Rafael del Limón, surge Corazón Silvestre, una hermosa campesina heredera de la pobreza de esta guerra y de la dureza de la vida en el llano zuliano. Allí está ella; de carácter indómito provocado por las adversidades que le ha tocado vivir pero de belleza e inocencia celestial . Abraham, mujeriego y sin escrúpulos, hace de todo con tal de tener a Corazón como una más de sus conquistas, teniendo a su rival Numa interponiéndose y a su propio hijo Aarón, que al conocerla se siente atraído por la particular personalidad de la muchacha y se convierte en una especie de maestro que, como en la obra "Pigmalión" procurará convertir a la rebelde Corazón en una dama, sólo que el amor a veces teje sus redes en forma muy sutil y cuando la conciencia lo descubre, instalado en el alma, puede ser demasiado tarde.  Pero Aarón no puede cumplirle, pues se ha comprometido con una hermosa mujer refinada, de buenas costumbres y familia adinerada que ha llegado al pueblo desde Maracaibo para casarse, ella es María Angélica Guillén, quien será una rival dura y cruel para Corazón, capaz de todo con tal de retener a su lado al indomable Aarón y hija de la amigable Esther y Reynaldo Guillén, el jefe civil del pueblo corrupto.
Es así como ambos, con tal de luchar por su amor, deberán atravesar un sendero lleno de intrigas, odio y venganza para encontrar la felicidad y poner fin a un conflicto que solo ha dejado Pura Sangre a las dos familias por generaciones.

## Elenco
- Lilibeth Morillo - Corazón Cristina Silvestre
- Simón Pestana - Aarón De Sousa/Aarón Paredes De Sousa
- Carlos Villamizar † - Don Abraham Paredes
- Guillermo Ferrán † - Don Numa Pompilio Sarmiento
- Crisol Carabal - Yomira Sarmiento
- Vicente Tepedino - Damián Paredes
- Victoria Roberts - María Angélica Guillén Moreno
- Rosario Prieto - Estacia Briceño
- Lilian Rentería - Agripina Bravo Carrizales
- Leida Torrealba † - Doña Mercedes Silvestre De Corrales
- Julio Mota † - Don Arcángel Corrales
- Jessica Brown - Eloísa Paredes
- Rolando Padilla - Abelardo Sarmiento
- Alberto Alcalá - Mauricio Sarmiento
- Janín Barboza - Evelia Corrales
- Carlos Acosta - Derián Paredes
- William Colmenares - Anastacio Paredes
- Wilfredo Cisneros - Rafael Sarmiento
- Francis Rueda - Doña Belinda De Sousa
- Carmencita Padrón - Nelly Meneses
- Dante Carlé † - Don Reinaldo Guillén
- Mimí Sills - Doña Esther Moreno De Guillén
- Perla Vonasek - Doña América De Sarmiento
- Dad Dáger - Aurita Guillén
- Jeanette Flores - Giselita Briceño
- Samuel González - Peligro
- Reina Hinojosa - Lídia de Acopini
- Gustavo Camacho - Gustavo Colmenarez
- Elio Pietrini † - Dr. Agostini
- Reinaldo Lancaster † - Gobernador Emilio Guillén
- Natasha Moll - Tinita
- Marcos Moreno - Marcos de Acopini
- Freddy Salazar † - Padre Ignacio
- Franco Colmenares - Modisto François
- Rafael Marín - Cosmito
- Leonardo Marrero
- Tony Rodríguez - Tiberio Sarmiento
- Ricardo Gruber - El Turco
- Sebastián Falco - El Comisario
- Vicente Teran †
- Vito Lonardo
- César Saffont - Trino
- Oscar Rojas † - Dr. Vitelio
- Ramón Domingo Valdéz - Empleado de Abraham
- Carlos Herrera - Agente Policial
- Alfonso Ortega
- José Marcano - Argimiro Restrepo
- Verónica León
- Julio Poleo - Noel
- Fernando Flores - Narciso Silvestre
- Luis Betancourt - " Marcos Sarmiento "
- Carlos D. Alvarado - " Aaroncito "
- Manuel Gassol - " Manuel "
- Claudio Nazoa - " Juvenal "
- Iván Tamayo - " Francisco Paredes "
- Samuel González - " Orlando "
- Adelaida Mora - " Alicia "

## Versiones
- La fiera; telenovela realizada en 1978 por RCTV, escrita por Julio César Mármol y protagonizada por Doris Wells y José Bardina. Esta telenovela estuvo basada en dos historias: Los hermanos Karamazov del ruso Fiodor Dostoievski (especialmente en cuanto a caracteres),[3] y de un hecho real sobre dos familias que se estaban matando por varias generaciones en el sur del Lago de Maracaibo, en el estado Zulia/Venezuela.

- Piel salvaje; telenovela Escrita por Julio César Mármol. RCTV estuvo grabando una adaptación de la telenovela, adaptada por Martín Hahn, para finalizarla en 2015. Está protagonizada por los actores Carlos Felipe Álvarez e Irene Esser.[4]